# Полемика вокруг проблемы аборта

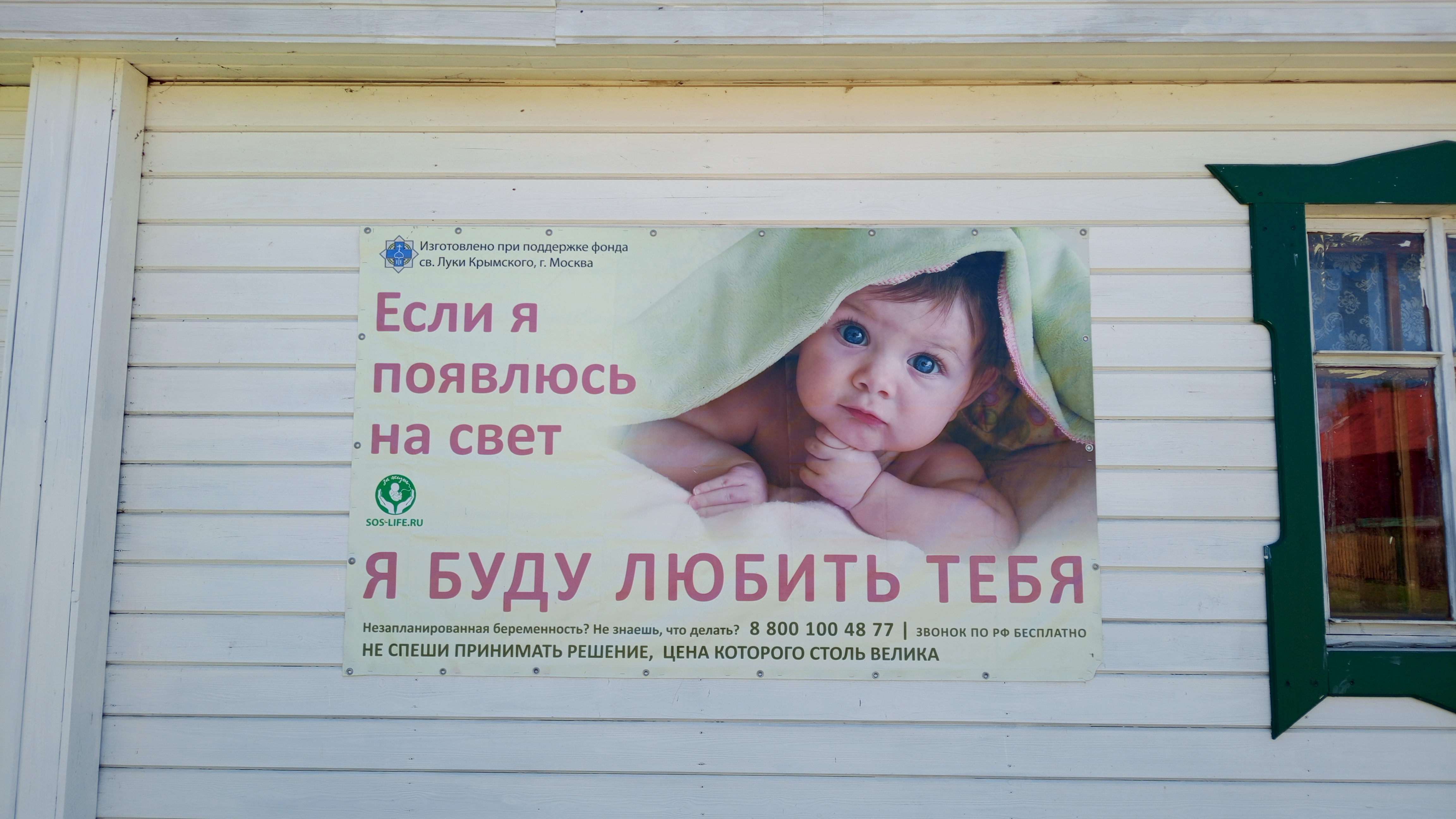
Если я появлюсь на свет, я буду любить тебя

Полемика вокруг проблемы аборта — постоянно ведущиеся дебаты о моральном и юридическом статусе искусственного аборта. Участники этих дебатов разделяются на два основных лагеря, которые называют себя сторонниками выбора, или движением прочойс (подчёркивая право женщины принимать решение о прерывании беременности), и движением в защиту жизни, или пролайф (подчёркивая право эмбриона или плода быть выношенным и рождённым). Оба этих названия считаются провокационными, и некоторые СМИ рекомендуют использовать более нейтральные выражения «движение за право на аборт» и «движение против абортов». Оба движения представлены в разных странах, стремятся влиять на общественное мнение и добиться отражения своих позиций в законодательстве.
Для многих людей проблема аборта представляет собой в первую очередь моральную проблему, связанную с вопросами о начале человеческой жизни, правах плода, праве женщины на самоопределение и о том, имеют ли другие люди право принимать решения, касающиеся её тела. Полемика вокруг проблемы аборта во многих странах ведётся на уровне государственной политики: противники абортов борются за принятие, сохранение и расширение ограничений или запретов на аборты, а сторонники права на аборт — за отмену или смягчение таких законов.

## Общая информация
Исторически аборт, наряду с детоубийством, рассматривался в контексте планирования семьи, отбора детей по признаку пола, контроля численности населения и прав собственности главы семьи. Вопросы прав будущей матери, а тем более прав будущего ребёнка, редко принимались во внимание. Иногда поднимались вопросы о моральности аборта, предотвращения беременности и оставления детей (как форме детоубийства), хотя в основном все эти меры не были запрещены законом. Тогда, как и сегодня, такие дискуссии часто касались вопросов о человеческой природе, существовании души, моменте начала жизни и зарождения человеческой личности.
Современные дискуссии о том, является ли эмбрион или плод человеком, осложняются современным юридическим статусом детей. Согласно современным юридическим нормам, дети не являются полноценными гражданами до достижения совершеннолетия, когда они приобретают всю полноту гражданских прав и обязанностей. В то же время, начиная с XIX века дети рассматриваются как личности в рамках законодательства о преступлениях против личности. С юридической точки зрения, если плод является личностью, то это личность в крайне специфических условиях — она существует внутри тела другой личности и, как правило, не может быть объектом никакого прямого действия со стороны другого лица. Для юриспруденции это обстоятельство создаёт большие проблемы в признании плода личностью.
Сегодня существуют различные точки зрения на юридический статус аборта: от требования полного запрета, даже в случае угрозы жизни женщины, до полной легализации и государственного финансирования абортов.

## Терминология
Многие понятия, используемые в полемике вокруг проблемы аборта, считаются примерами политического фрейминга — использования эмоционально нагруженных слов с целью придать убедительность собственной позиции и дискредитировать позицию оппонентов. Например, выражения «за выбор» и «за жизнь» отсылают к таким общепринятым ценностям, как свобода, и подразумевают, что оппоненты выступают «против права на выбор» или «против права на жизнь» («за принуждение» или «за смерть»). Некоторые участники этих дебатов также часто используют для описания своих противников выражение «сторонники абортов». В то же время эти понятия не всегда точно отражают взгляды людей — например, по данным проведённого в США опроса, 7 из 10 американцев назвали себя сторонниками права на выбор, при этом две трети респондентов сказали, что поддерживают право на жизнь.
Ведутся также споры о том, какие слова следует использовать для обозначения человеческого организма до рождения. Многие противники абортов считают медицинские термины «эмбрион» и «плод» дегуманизирующими, то есть отрицающими человеческую сущность организма. С другой стороны, многие сторонники права на аборт считают, что выражение «нерождённый ребёнок», которое использует движение пролайф, является эмоционально нагруженным и ненаучным.

## Позиция сторонников запрета абортов

### Эмбрион является человеком
Основной аргумент сторонников запрета абортов заключается в том, что эмбрион — это человек. В подтверждение этого тезиса приводят такие факты, как наличие у эмбриона отдельного уникального генома и различные физические черты, которые в процессе внутриутробного развития делают эмбрион всё более физически похожим на человека (например, наличие конечностей, глаз, ушей, пальцев и др.). Признавая эмбрион человеком, противники абортов приравнивают аборт к убийству.

### Физические страдания плода
Одно из уточнений тезиса о том, что эмбрион или плод является человеком, — утверждение о том, что во время аборта он испытывает боль. В подтверждение этого тезиса часто приводят агитационный фильм «Безмолвный крик», в котором показан ряд ультразвуковых снимков плода на сроке беременности в 12 недель в процессе аборта. Снимки комментирует гинеколог и убеждённый противник абортов Бернард Натансон. Согласно его интерпретации снимков, плод на них дёргается в страхе, пытается увернуться от хирургических инструментов и кричит от боли.
Фильм подвергся критике со стороны пяти врачей, рекомендованных Американским колледжем акушеров и гинекологов. Они сообщили, что нет никаких доказательств того, что плод на данном сроке беременности способен целенаправленно уворачиваться от медицинских инструментов, чувствовать страх или боль. Ими были высказаны подозрения по поводу использования изменения скорости съёмки для того, чтобы ввести зрителя в заблуждение. Критики от Planned Parenthood добавили, что на изображениях, предоставленных Бернардом Натансоном, нельзя точно различить раскрытый рот эмбриона, крик невозможен без воздуха в лёгких, дробить голову эмбриона на данном сроке было необязательно, скорость сердцебиения эмбриона находится в пределах нормы, у него нет мозговых волн, а показанная модель эмбриона слишком велика и вводит в заблуждение.
Современная наука не может дать однозначного ответа на вопрос чувствует ли эмбрион боль. Так как эмбрион не может сигнализировать об этом, ученые пытаются использовать косвенные признаки, чтобы дать ответ на этот вопрос, однако на данный момент отсутствует общая позиция по этому вопросу. Согласно выводу британских ученых из Королевского колледжа акушерства и гинекологии, опубликованном в 2010 году, плод не способен испытывать боль по крайней мере до 24-й недели развития: у него не сформированы нервные окончания в коре головного мозга. Вопрос о том, когда именно после 24-й недели плод начинает чувствовать боль, тем не менее, так же остается не ясным. Исследования восприимчивости плода к боли затруднены по многим причинам — в частности, как и с другими неспособными к речи объектами исследований, в случае наличия реакции на стимул не всегда можно определить природу этой реакции (то есть является ли она реакцией на боль или чисто рефлекторной). Более поздние исследования, однако, указывают на то, что кора головного мозга не является необходимой для ощущения боли и эмбрионы способны ощущать боль как минимум с 14 недели беременности. В развитых странах 90 % абортов делаются до 13 недели беременности.

### Ответственность за сексуальный контакт
Сторонники запрета абортов указывают на то, что мужчина и женщина потенциально несут ответственность при вступлении в сексуальный контакт, результатом которого может стать беременность, поскольку надёжность любых средств контрацепции не является стопроцентной. Иными словами, с точки зрения противников абортов, люди, желающие избавиться от нежелательной беременности, решают проблему, возникшую по их вине за счёт ещё не родившегося ребёнка, который, в отличие от них самих, в создавшейся ситуации не повинен.

### Религиозные аргументы
Движение против абортов имеет тесные связи с различными церквями и религиозными организациями. Например, в России одна из крупнейших организаций против абортов — «Воины жизни» — работает в тесном сотрудничестве с Русской православной церковью. Противники абортов часто ссылаются на религиозные положения и высказывания религиозных лидеров, в частности о том, что аборт является грехом. В США также существуют религиозные группы, целенаправленно борющиеся против абортов, в том числе террористическими методами (например, «Армия Бога»). К числу религиозных организаций, поддерживающих право женщин на аборт, относится Сатанинский храм.

### Уровень абортов влияет на рождаемость
Противники абортов считают, что общее количество абортов отражается на уровне рождаемости. В частности, некоторые российские противники абортов называют высокий уровень абортов главной причиной демографического положения в России, которое они оценивают как кризисное.

## Позиция сторонников права на аборт

### Право женщины распоряжаться своим телом
Главный аргумент сторонников права на аборт заключается в том, что никто, кроме самой женщины, не должен распоряжаться её телом, её судьбой и жизнью. Всё это входит в перечень прав, гарантируемых конституциями многих стран. В большинстве законодательных систем человек наделяется конституционными правами с рождения, что даёт женщине юридически более высокий статус, чем эмбриону. Как подчёркивают сторонники права на аборт, женщина имеет больше прав считаться человеком и с моральной точки зрения, поскольку она, в отличие от эмбриона, обладает сознанием, способна думать, чувствовать, надеяться и мечтать.
Сторонники права на аборт считают, что окончательное решение об аборте может принимать только беременная женщина, а не её партнёр, родственники или государственные институты, поскольку именно женщина при беременности несёт риски, связанные со здоровьем и жизнью, а в случае рождения ребёнка выполняет основную работу по его воспитанию.

### Статус эмбриона
Вопрос о том, является ли эмбрион человеком, не является ключевым для сторонников права на аборт. Они отмечают, что женщины делают аборты вне зависимости от господствующих в обществе или собственных индивидуальных взглядов, поэтому задачей общества и государства является предоставить им доступ к безопасным абортам. По мнению сторонников права на аборт, вопрос о статусе эмбриона — это вопрос субъективного мнения. В частности, они указывают, что некоторые женщины с момента зачатия воспринимают эмбрион как своего ребёнка, а женщины, для которых беременность нежеланна, испытывают к нему ужас и отвращение. По мнению сторонников права на аборт, две эти противоположные реакции, как и все промежуточные, являются нормальными и естественными чувствами.
В то же время, возражая противникам абортов, сторонники права на аборт приводят ряд аргументов против того, чтобы считать эмбрион человеком. Например, они отмечают, что один из важнейших параметров, по которым эмбрион отличается от рождённого человека, — это его зависимость от нахождения внутри тела конкретной женщины. Между тем, даже если признать, что у эмбриона есть право на жизнь, то право на жизнь, как они полагают, никогда не включает в себя права использовать тело другого человека. С точки зрения сторонников права на аборт, как государство не может заставить людей стать донорами органов или крови, точно так же оно не может принудить женщину спасать жизнь эмбриона, рискуя собственным здоровьем и жизнью при вынашивании и родах.
Сторонники права на выбор не согласны с утверждением, что жизнь начинается с момента зачатия. По их мнению, этот тезис ненаучен и является лишь одним из существующих религиозных верований, которое может быть принципом отдельных людей, но не может использоваться как элемент политики в многоконфессиональных светских государствах. Они также считают, что с научной (биологической и эволюционной) точки зрения, оплодотворённая яйцеклетка не является принципиально новой ступенью в развитии жизни на Земле и что лишь один крошечный шаг отделяет её от самостоятельных половых клеток (мужской и женской), которые уже несут в себе уникальный генетический потенциал нового человека.

### Право на нерепродуктивный секс
С точки зрения сторонников права на аборт, сексуальный контакт не подразумевает автоматического согласия на возможную беременность, поскольку у людей есть право заниматься сексом не ради деторождения. Кроме того, сексуальный контакт не всегда бывает добровольным. Широкая распространённость сексуального насилия является, по мнению сторонников права на аборт, серьёзным аргументом за предоставление женщинам доступа к абортам.

### Последствия запрета абортов
Сторонники права на аборт указывают на то, что запрет абортов не приводит к снижению их количества. Они отмечают, что ключевую роль в решении женщины сделать аборт играют не моральные убеждения, а практические соображения: наличие постоянного партнёра и его готовность заботиться о ребёнке, наличие у женщины надёжных источников дохода, доступность детских садов и других социальных гарантий. В случае недоступности легальных и безопасных абортов женщины прибегают к криминальным или «народным» методам аборта, которые приводят к росту осложнений для здоровья и материнской смертности.
Это мнение подтверждается научными данными. Например, в СССР после запрета абортов в 1936 году количество абортов не сократилось, а продолжало расти, при этом к 1950-м доля смертей от абортов превысила 70 % от всех материнских смертей.

### Уровень абортов не влияет на рождаемость
Сторонники права на аборт также указывают, что запрет или ограничение доступа к абортам не влияет на уровень рождаемости. Это мнение также подтверждается научными данными. Как показывают демографические исследования, количество абортов зависит от доступности средств контрацепции и сексуальной и репродуктивной грамотности населения (умения правильно пользоваться контрацепцией). Рождаемость же зависит от таких показателей, как урбанизация, уровень образования и экономическая стабильность. Именно эти независимые друг от друга закономерности приводят к тому, что уровень рождаемости и уровень абортов изменяются также независимо друг от друга.

### Запрет абортов снижает рождаемость
Некоторые статистические данные указывают, что рождаемость в странах с жёстким запретом на аборты заметно ниже, чем в относительно близких им странах, не имеющих такого запрета. Например, рождаемость в запретившей аборты Польше вдвое ниже, чем во многих европейских странах, где аборт разрешён, а после запрета абортов в Польше в начале 1990-х рождаемость не повысилась, а понизилась, причём сильнее, чем в России, где рождаемость тоже снизилась, хотя число абортов за те же два десятилетия сократилось без всяких законодательных запретов в 3,5 раза. Сторонники права на аборт связывают этот эффект с тем, что в странах, где аборт запрещён, женщины больше опасаются незапланированной беременности и принимают больше мер для её предотвращения.

## Промежуточные позиции
Многие люди придерживаются промежуточных взглядов на аборт, считая его допустимым в некоторых случаях. Такие позиции также находят отражение в законодательствах многих государств. Например, по российскому законодательству, аборт начиная со второго триместра беременности возможен только по медицинским показаниям или если беременность наступила в результате изнасилования. Право на аборт в первом триместре ограничено так называемым «временем тишины» и правом врача отказаться от проведения аборта по личным убеждениям.
К медицинским показаниям к аборту в России относятся смерть плода в утробе или угроза жизни матери, а также неправильное внутриутробное развитие или необходимость в медицинских процедурах, пагубно влияющих на него (например, трансплантации органов).

### Угроза тяжёлой патологии плода
Иногда аборт применяется как средство предотвращения появления на свет детей с тяжелыми патологиями — несовместимыми с жизнью или ограничивающими срок жизни младенца до 0,5—2 лет.
Современная медицинская генетика позволяет с высокой степенью вероятности диагностировать возможные нарушения в геноме эмбриона, в том числе по клеткам амниотической жидкости.
Ультразвуковое обследование также позволяет выявить ряд органических нарушений развития.
Примером длительной и успешной практики использования абортов для предотвращения рождения детей с тяжёлыми патологиями является программа предотвращения β-талассемии (серповидноклеточной анемии) на Сардинии (Италия). В середине 1970-х была начата массовая программа пренатальной диагностики плодов, гомозиготных по гену талассемии (то есть ребёнок, развившийся из такого плода, обречён на тяжёлое заболевание, для предотвращения летального исхода необходимо переливание донорской крови с периодичностью в 20-30 дней), родителям предоставлялся выбор — прерывать беременность или нет. В результате частота рождения детей, больных талассемией на Сардинии за 20 лет снизилась в десять раз: если в 1975 г. было зарегистрировано 115 таких больных, то с начала 1990-х регистрируются менее 10 таких рождений в год; наблюдаемые в настоящее время случаи рождения больных талассемией объясняются отказом родителей от диагностики или прерывания беременности, частота таких отказов существенно упала по мере успешного выполнения программы.

## Полемика вокруг проблемы аборта в искусстве
В романе Людмилы Улицкой «Казус Кукоцкого» главный герой — гинеколог Павел Алексеевич добивается легализации абортов из-за большого количества смертей от незаконных абортов. Спор с его женой о допустимости абортов привёл к разрушению прежде счастливой семейной жизни.